# I Love Lisa
"I Love Lisa" är avsnitt 15 från säsong fyra av Simpsons och sändes på Fox i USA den 11 februari 1993. I avsnittet ger Lisa ett Alla hjärtans dag-kort till Ralph Wiggum då han inte får något, bara för att vara snäll, vilket får honom att tro att hon gillar honom. Lisa försöker därefter få Ralph att förstå att hon inte älskar honom. Frank Mula skrev avsnittet efter en idé av Al Jean som baserade den på en händelse i sitt liv. Avsnittet regisserades av Wes Archer. 

## Handling
Det är Alla hjärtans dag och i Lisas klass på Springfield Elementary School ska eleverna ge varandra Alla hjärtans dag-kort. Då Lisa upptäcker att Ralph inte fått något kort gör hon ett till honom, vilket han misstolkar och tror att Lisa är kär i honom. Ralph börjar följa efter Lisa överallt och hon tröttnar snabbt på honom. Lisa försöker förklara för Ralph att hon inte tycker om honom på det sättet. Ralph försöker då få henne att ändra sin uppfattning och ger henne två biljetter till Krustys 29-årsjubileumsshow som hans pappa skaffat och så tvingar pappan Ms. Hoover att ge Ralph huvudrollen i skolpjäsen inför President's Day som George Washington där Lisa spelar hans hustru.
Lisa blir irriterad på Ralph, men hennes far Homer övertygar henne att följa med honom till jubileumsshowen där Ralph i direktsändning bekänner sin kärlek till Lisa vilket får henne att tappa fattningen och verkligen övertyga honom om att hon inte älskar honom. Ralph blir då sårad och Lisa ångrar vad hon sade i TV och försöker be om ursäkt men han bryr sig inte utan fokuserar helt och hållet på pjäsen där Ralph sköter sig och pjäsen blir en succé. Efter pjäsen ger Lisa Ralph ett nytt kort där hon skriver att hon vill vara hans vän och han gillar kortet och de blir vänner.

## Produktion
Avsnittet skrevs av Frank Mula och var det första som han skrev för Simpsons, han fick jobbet efter sitt tidigare jobb med Sam Simon. Avsnittet regisserades av Wes Archer, Jeff Martin skrev tillsammans med Mula musiktexten till President's Day-pjäsen.
Iden är baserad på en händelse från Al Jean  när han gick i tredje klass och fick ett Alla hjärtans dag-kort och han trodde i flera år att hon som gav kortet verkligen gillade honom. Han berättade det för Mike Reiss och att han tycker att Lisa kunde ge Ralph ett Alla hjärtans dag-kort som han missförstår. Författarna gillade idén eftersom de inte har gjort ett avsnitt om alla hjärtans dag.

## Kulturella referenser
Sångerna "Monster Mash" och "Break on Through (To the Other Side)" spelas i avsnittet. En orkesterversion av "Stranger in Paradise" hörs i en Itchy and Scratchy-film. När Homers samvete övertalar honom att stjäla är fel låter rösten som Droppy. I skolpjäsen säger Bart "Hasta la vista, Abie" när han spelar John Wilkes Boot vilket är en referens till Terminator 2 - Domedagen. Scenen då Krusty tror att Clancy Wiggum ska arrestera honom i en porrbiograf är en referens till arresteringen av Paul Reubens. I scenen visas en flashbackscen med rektor Skinner där man få se honom i Vietnamkriget och en av hans vänner blir skjuten till döds precis då han skrivit klart sitt Alla hjärtans dag-kort. Efter avsnittet fick produktionen ett brev från en Vietnamveteran som undrade varför de tyckte scenen var rolig. De svarade inte på brevet, men Wes Archer har efteråt sagt att scenen är en referens till Apocalypse.

## Mottagande
Avsnittet hamnade på plats 18 över mest sedda program med en Nielsen rating på 14.9 och var det mest sedda programmet på Fox under veckan. I Entertainment Weekly har Dalton Ross skrivit att avsnittet både är rörande och humoristiskt och berättar att scenen där Bart spelar upp ett videoband i slowmotion för Lisa där man ser Ralphs hjärta spricka är svårt att beskriva om den leder till skratt, empati, båda eller man vet inte. En sak vet han dock: det är att den som skrev den är väldigt bra. I The Arizona Republic har Bill Goodykoontz placerat avsnittet som en av sina fem favoriter och hyllar Ralphs replik över näsblodet som han har. Lyndsey Shinoda från Video Store har placerat avsnittet tillsammans med "Brother from the Same Planet" som sina favoriter från säsongen.
Warren Martyn och Adrian Wood har i boken I Can't Believe It's a Bigger and Better Updated Unofficial Simpsons Guide, sagt att deras favoritscener i avsnittet är rektor Skinners flashback då han firade Alla hjärtans dag i Vietnam, scenen då Clancy Wiggum jagar en anka som stulit hans polisbricka samt Bart och Milhouse som John Wilkes Booth och Abraham Lincoln. Under 2003 placerade Entertainment Weekly avsnittet på 20:e plats över de 25 bästa avsnitten och under 2008 kom den på andra plats över 25 nya klassiska helg TV-avsnitt.